# Mahmoud Abbas
Mahmoud Abbas (arabisk: مَحْمُود عَبَّاس, Maḥmūd ʿAbbās; født den 15. november 1935), også kendt som Abu Mazen (arabisk: أَبُو مَازِن, 'Abū Māzin), blev valgt som præsident for Det palæstinensiske selvstyre ved præsidentvalget i 2005 og blev indsat i embedet 15. januar 2005. Han er medlem af partiet Fatah, som han ligeledes har været formand af siden 2004. Endvidere har han siden 2004 været formand for PLO, Palestine Liberation Organization.

## Baggrund og uddannelse
Mahmoud Abbas er født d. 15. november 1935 i byen Safed, Galilæa, nær Golanhøjderne i det daværende Palæstinamandat (en del afIsrael i dag). Abbas flygtede sammen med sin familie til Syrien i forbindelse med den arabisk-israelske krig 1948, hvor de opnåede status som palæstinensiske flygtninge. På trods af flygtninge-statussen formåede Abbas at komme ind universitet i Damascus, hvor han studerede jura.
Abbas opnåede senere en Ph.d. fra Peoples' Friendship University of Russia i Moskva. Hans doktorafhandling fra 1984 havde titlen: "The Other Side: The Secret Relationship Between Nazism and Zionism", og er en konspirationsteori omhandlende Holocaust, hvor Abbas bl.a. hævder, at det er en myte, at seks millioner jøder døde i forbindelse med den nazistiske jødeforfølgelse.